# Burujón
Burujón é um município da Espanha na província de Toledo, comunidade autónoma de Castilla-La Mancha, de área 35 km² com população de 1376 habitantes (2006) e densidade populacional de 39,31 hab./km².

## Demografia
| Variação demográfica do município entre 1991 e 2004 | Variação demográfica do município entre 1991 e 2004 | Variação demográfica do município entre 1991 e 2004 | Variação demográfica do município entre 1991 e 2004 |
| --------------------------------------------------- | --------------------------------------------------- | --------------------------------------------------- | --------------------------------------------------- |
| 1991                                                | 1996                                                | 2001                                                | 2004                                                |
| 1249                                                | 1285                                                | 1293                                                | 1393                                                |